# Верхняя Воча
Верхняя Воча — река в России, протекает по территории Лешуконского района Архангельской области и Удорского района Республики Коми. Образуется слиянием рек Лунвож и Ойвож, впадает в безымянную протоку Вашки. Длина реки — 36 км

## Данные водного реестра
По данным государственного водного реестра России относится к Двинско-Печорскому бассейновому округу, водохозяйственный участок реки — Мезень от истока до водомерного поста у деревни Малонисогорская. Речной бассейн реки — Мезень.